# 127 필름

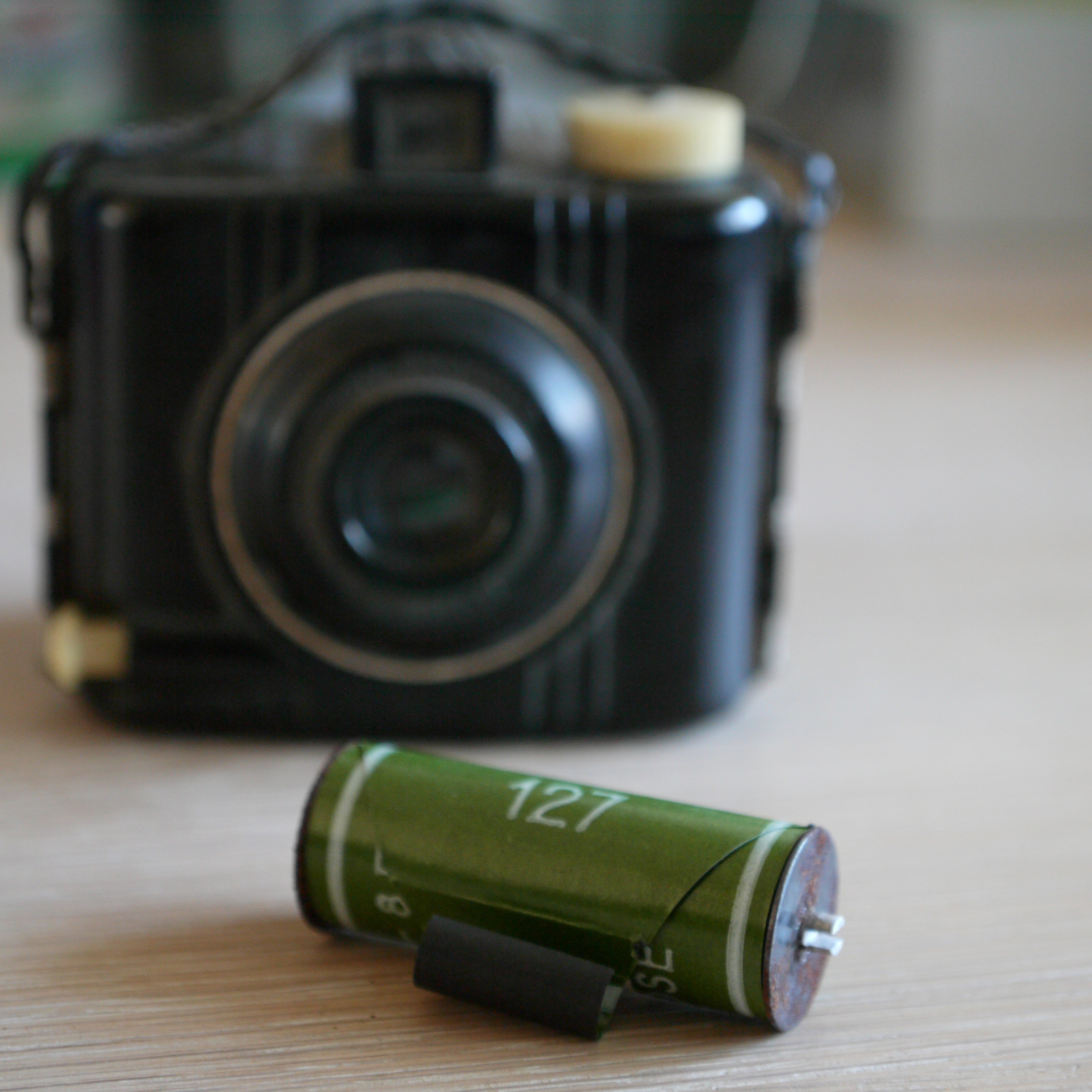
127 롤 필름

127(127 film)은 스틸 사진촬영을 위한 필름 형식의 하나로, 코닥이 1912년에 선보였다.
크기 35mm ~ 120 미디엄 포맷의 필름으로,너비는 46 밀리미터이다.

## 같이 보기
- 필름 규격